# イ・チョルハ
イ・チョルハ（이철하、1970年9月12日 - ）は、大韓民国の映画監督、脚本家である。2000年にイ・ヒョンスンの『イルマーレ』の助監督を務めた。

## フィルモグラフィ
- 愛なんていらない（2006年）
- ストーリーオブワイン（2008年）
- 針に刺されたぶどう王子（2009年）
- ピンチヒッター（製作中）
- ハッシュ[4]（製作中）